# Kunitomo Ikkansai
Kunitomo Ikkansai (国友一貫斎?  21 de noviembre de 1778 - 26 de diciembre de 1840), cuyo nombre real fue Kunitomo Tōbē Yoshimasa (国友 藤兵衛 能當?), fue un fabricante de armas japonés e inventor del Periodo Edo, quien después de pasar un tiempo en Edo y tras familiarizarse con la tecnología holandesa construyó el primer Telescopio reflector de Japón en 1831. Era de tipo gregoriano y tenía una magnificación de 60. Lo usó para hacer estudios detallados de las manchas solares y la topografía lunar. Cuatro de sus telescopios sobreviven actualmente.
A principios del siglo XIX, Kunitomo conoció y frecuentó al teólogo sintoísta y nativista Hirata Atsutane. En esa época, Kunitomo trabajó en el desarrollo de métodos de fabricación de armas de fuego. Hacia 1820 diseñó un rifle neumático basado en sus estudios de la tecnología europea de rifles de aire realizados a través del puesto comercial holandés en Dejima.

## Otros usos del nombre
- 6100 Kunitomoikkansai es un asteroide del cinturón principal descubierto en 1991, lleva el nombre de Kunitomo Ikkansai.

## Galería

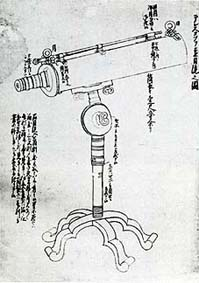
Telescopio reflector de Kunitomo, 1831.
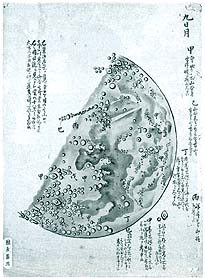
Observaciones de la luna de Kunitomo en 1836.
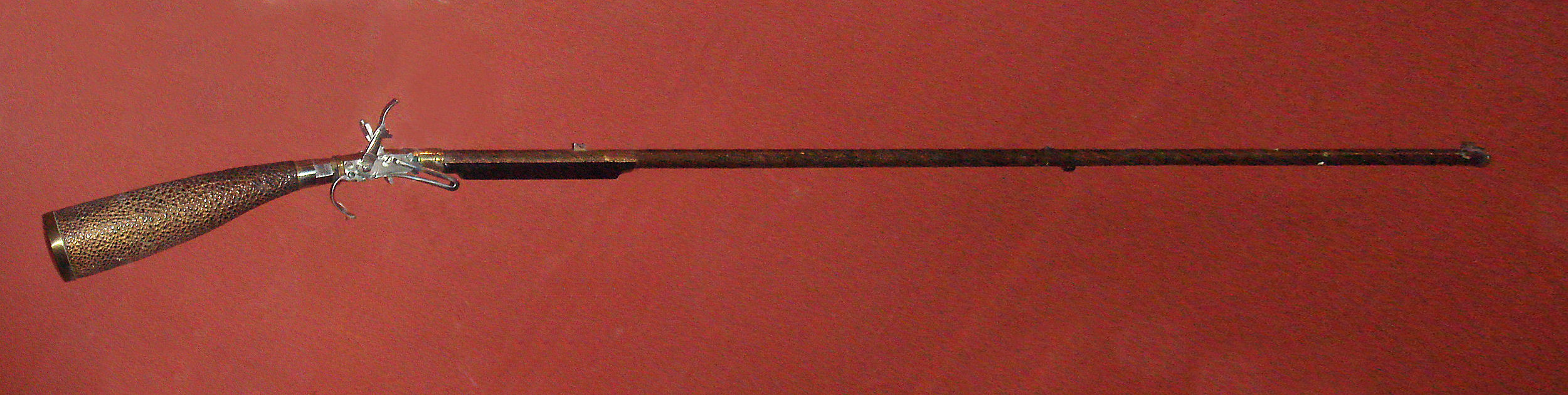
Pistola de aire comprimido desarrollada por Kunitomo, alrededor de 1820-1830.
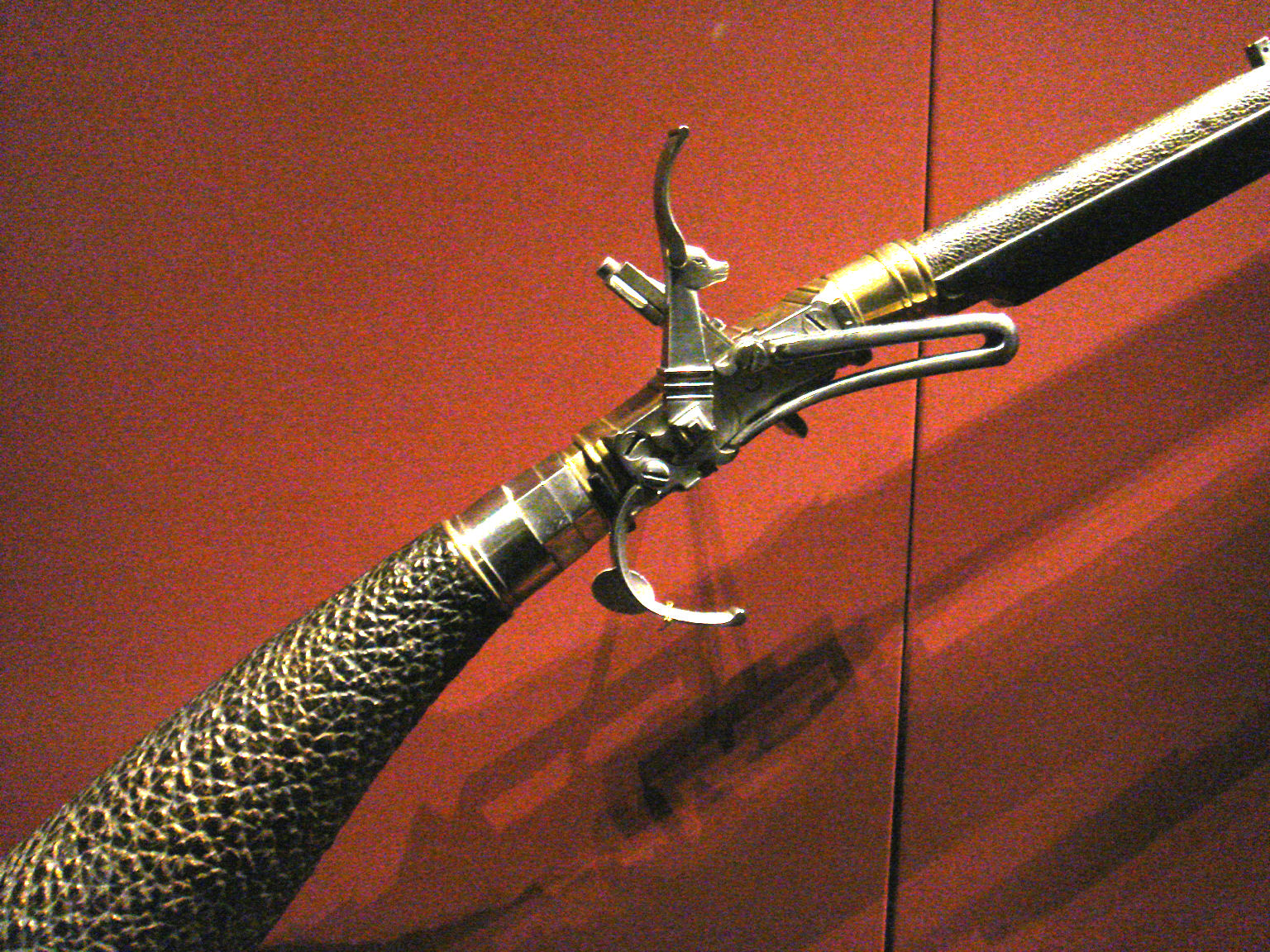
Gatillo de pistola de aire comprimido.